# Читерна
Читерна (італ. Citerna) — муніципалітет в Італії, у регіоні Умбрія,  провінція Перуджа.
Читерна розташована на відстані близько 185 км на північ від Рима, 50 км на північний захід від Перуджі.
Населення — 3538 осіб (2014).

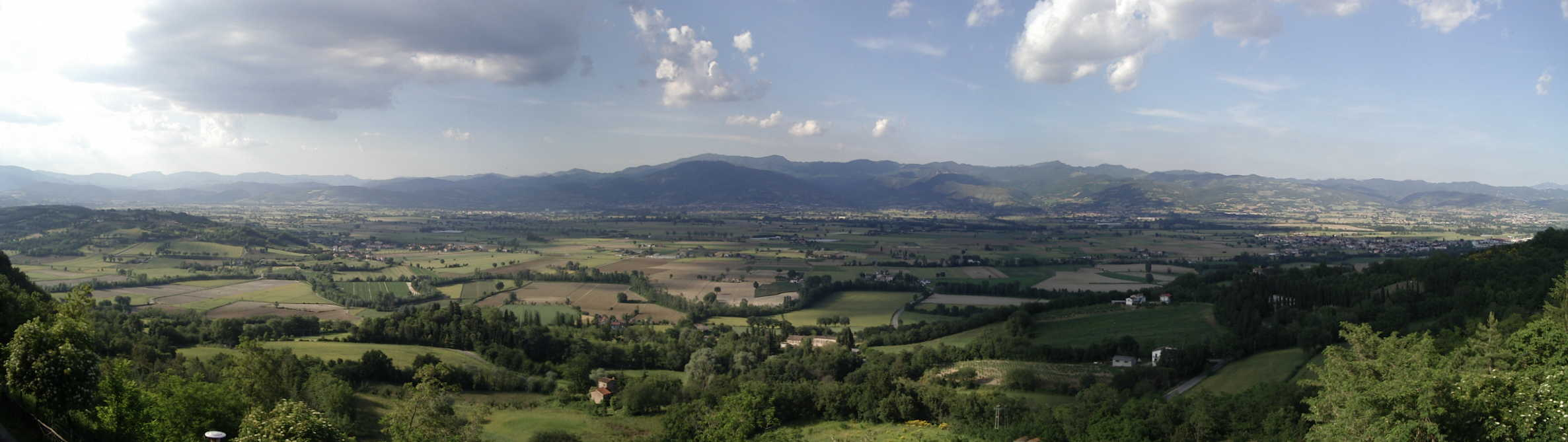

Щорічний фестиваль відбувається 8 травня. Покровитель — святий Архангел Михаїл.

## Демографія
Населення за роками:

Станом на 1 січня 2023 року в муніципалітеті офіційно проживали 232 іноземці з 31 країни, серед них 113 громадян країн Євросоюзу та 4 громадяни України.

## Сусідні муніципалітети
- Анг'ярі
- Читта-ді-Кастелло
- Монтеркі
- Сан-Джустіно
- Сансеполькро